# Fraat IV. Partski
Fraat IV. Partski je bio vladarom Partskog Carstva od 37. pr. Kr. do 2. pr. Kr. Bio je sin Oroda II., a otac, među ostalim, Fraatu (stariji), Vononu (mlađi sin) i Tiridatu III. Fraat IV. je imao mnoštvo braće, njih trideset. 
Naslijedio je prijestolje nakon što mu je umro brat Pakor I. Radi ojačanja svojeg položaja, uskoro je ubio oca, svu svoju braću i sina.
Navodno je se bio okrenuo i protiv nekih partskih plemenitaša, barem prema inačici protupartskih, rimskih povijesnih zapisa. Prema istima izvorima, od tih partskih plemenitaša, bio je izvjesni Monaeses izbjegao u rimsku državu. Ondje je uvjerio trijumvira Marka Antonija neka napadne Partsko Carstvo. Marko Antonije se pripremio za taj napad. Radi toga se udružio s armenskim kraljem Artavazdom.
36. pr. Kr. napao je Fraatovu državu s oko 100 tisuća ljudi. Rimljani su umarširali kroz Armeniju u Atropatenu. Porazili su ga, a u borbama je ostao bez velika dijela svoje vojske: 32 tisuće je poginulo i zarobljeno. Armenski se vladar maknuo od Rimljana. Marko Antonije je bio uvjeren da ga je izdao armenski kralj Artavazd. Stoga mu je napao državu 34. pr. Kr., zarobio ga te zaključio mirovni sporazum s drugim Artavazdom, kraljem Atropatene.
Kad je zaratio s Augustom, Marko Antonije nije bio u mogućnosti očuvati pod svojom vlašću krajeve koje je osvojio. Tako je Fraat uskoro vratio pod svoju vlast Atropatenu te istjerao Artavazdova sina Artaksa natrag u Armeniju. 
Njegove broje okrutnosti su naljutile njegove podanike, koji su stoga 32. pr. Kr. postavli Tiridata II. na prijestolje. Fraata su na prijestolje vratili Skiti, a Tiridat je pobjegao u Siriju. Rimljani su se nadali da bi August mogao osvetiti poraz kojeg su Parti nanijeli rimskom generalu Marka Licinija Krasa, no on je riješio stvar mirovnim sporazumom, po kojem je Fraat vratio zarobljenike, a kraljevstvo Armenija je priznato za rimsku dependenciju. S druge je strane, Fraat, čiji najveći neprijatelji su bili iz njegove obitelji, zauzvrat poslao kao talce jamce osiguranja tog sporazuma svojih petero sinova 20-ih u Rim. Među njima su bili Vonon I. te Tiridat III. kojeg su Rimljani nastojali postaviti kao vazalnog kralja 35. pr. Kr.
Plan je usvojio na nagovor jedne italske žene koju je dobio kao dar od Cezara. Ta žena, Musa postala je njegovom ženom miljenicom. Njena sina Fraata V., češće zvana po deminutivu Fraatak, odredio je za nasljednika. Kad je tako makla sve takmace za prijestolje s puta, 2. pr. Kr. Musa i njen sin otrovali Fraata IV. i sjeli na prijestolje.